# Huff-Daland TA-2
El Huff-Daland TA-2 fue un entrenador biplano estadounidense diseñado por la Huff-Daland Aero Corporation a principios de los años 20 del siglo XX para el Servicio Aéreo del Ejército de los Estados Unidos.

## Diseño y desarrollo
Era un desarrollo del Huff-Daland HD-4 Bridget con un motor radial ABC Wasp de 100 kW (140 hp). Tres prototipos (uno para pruebas estáticas y dos volables) fueron ordenados para su evaluación en McCook Field. Los dos ejemplares volantes fueron reconstruidos más tarde con un fuselaje rediseñado, timón equilibrado, alas más pequeñas y un motor Curtiss OX-5 de 67 kW (90 hp). Un avión fue remotorizado más tarde con un motor radial Lawrance J-1.
El TA-2 fue rediseñado con un motor Lawrance J-1 de 150 kW (200 hp) y redesignado Huff-Daland TA-6, del que solo fue construido un prototipo.

## Variantes
HD-4 Bridget
Versión monomotor del Huff-Daland HD-1B Early Bird.
TA-2
Versión militar del HD-4. Tres construidos.

## Operadores
Estados Unidos
- Servicio Aéreo del Ejército de los Estados Unidos

## Especificaciones (TA-2)
Referencia datos: American airplanes: Huff-Daland

### Características generales
- Tripulación: Dos
- Longitud: 7,4 m (24,3 ft)
- Envergadura: 9,2 m (30,2 ft)
- Peso cargado: 800,6 kg (1764,5 lb)
- Planta motriz: 1× motor radial de 7 cilindros refrigerados por aire ABC Wasp (R-667).
  - Potencia: 126 kW (174 HP; 171 CV)
- Hélices: Bipala de madera y paso fijo

### Rendimiento
- Velocidad máxima operativa (Vno): 145 km/h (90 MPH; 78 kt)

## Aeronaves relacionadas

### Secuencias de designación
- Secuencia TA-_ (Entrenador, refrigerado por Aire, del USAAS, 1919-24): TA-1 - TA-2 - TA-3 - TA-4 - TA-5 →